# ماريغة (ويركان)
ماريغة هي إحدى مشيخات المملكة المغربية، تتبع جغرافيا لإقليم الحوز وإداريًا لويركان. يقدر عدد سكانها بـ 4179 نسمة حسب الإحصاء الرسمي للسكان والسكنى لسنة 2004.